# Веркрюйсс, Филипп
Фили́пп Веркрю́йсс (фр. Philippe Vercruysse; род. 28 января 1962, Сомюр, Франция) — французский футболист, бронзовый призёр чемпионата мира 1986. Выступал на позиции полузащитника.

## Карьера

### Клубная
Филипп Веркрюйсс начинал карьеру футболиста в клубе «Ланс». С 1980 по 1986 год он провёл за команду более 200 матчей в различных турнирах. Наивысшим достижением «Ланса» в тот период стало 4-е место в чемпионате Франции 1982/83. В следующем сезоне полузащитник дебютировал в еврокубках, сыграв 6 матчей в кубке УЕФА.
Летом 1986 года Веркрюйсс перешёл в «Бордо», отыграл там чуть больше года, успев стать чемпионом и обладателем кубка страны, и вернулся в «Ланс» в августе 1987 года. Футболист задержался в команде лишь до окончания сезона 1987/88, после чего вторично перешёл в клуб с чемпионскими амбициями — на этот раз в марсельский «Олимпик».
За три года пребывания Филиппа Веркрюйсса в составе «провансальцев» команда трижды становилась чемпионом Франции, по одному разу — обладателем и финалистом национального кубка. В сезоне 1990/91 полузащитник забил 5 голов в 7 сыгранных матчах кубка чемпионов, что помогло «Марселю» дойти до финала турнира. В финальном матче с Црвеной Звездой Веркрюйсс вышел на поле на 75-й минуте вместо Лорана Фурнье и отыграл остальные 45 минут встречи.
В 1991 году Веркрюйсс стал игроком клуба «Ним Олимпик». После вылета «Нима» из Дивизиона 1 по итогам чемпионата 1992/93 футболист во второй раз в своей карьере стал игроком «Бордо», но вновь надолго в клубе не задержался.
Бо́льшую часть сезона 1994/95 Филипп Веркрюйсс играл за «Мец», после чего перебрался в чемпионат Швейцарии. Выступая за «Сьон» полузащитник стал чемпионом страны и обладателем национального кубка. В сезоне 1996/97 Веркрюйсс успел ещё полгода поиграть за «Ланс», затем год выступал за клуб «Аль-Наср» из Эр-Рияда. В 1998 году футболист вернулся в Швейцарию, где 2 года спустя и завершил карьеру, будучи игроком клуба «Этуаль Каруж».

### В сборной
Филипп Веркрюйсс сыграл первый матч за первую сборную Франции 31 мая 1983 года. В товарищеской встрече со сборной Бельгии игрок вышел на замену Бернару Женгини на 86-й минуте встречи.
Следующего шанса проявить себя в сборной полузащитник ждал почти три гола и сумел им воспользоваться. 26 марта 1986 года Веркрюйсс отыграл полностью товарищеский матч с Аргентиной, на 80-й минуте встречи забил гол в ворота Нери Пумпидо и в результате попал в заявку французской команды на чемпионат мира 1986.
На мексиканском мундиале Филипп Веркрюйсс принял участие в трёх играх сборной. На 27-й минуте матча за 3-е место против команды Бельгии полузащитник отдал передачу на Жан-Марка Феррери и Франция сравняла счёт
.
Также в 1986 году Веркрюйсс дважды выходил на поле в матчах отборочного турнира к чемпионату Европы—1988. Однако в этих встречах «трёхцветные» сыграли неудачно (не сумев забить ни одного гола в ворота Исландии и СССР и получив лишь одно очко) и полузащитник не вызывался в сборную до апреля 1988 года. В 1988—1989 годах футболист сыграл ещё 4 матча за национальную команду.
В последний раз Филипп Веркрюйсс выступал за сборную в матче против Ирландии 7 февраля 1989 года. На 67-й минуте встречи он заменил на поле дебютанта команды Лорана Блана
.

## Статистика
| Матчи Веркрюйсса за сборную Франции | Матчи Веркрюйсса за сборную Франции | Матчи Веркрюйсса за сборную Франции | Матчи Веркрюйсса за сборную Франции | Матчи Веркрюйсса за сборную Франции | Матчи Веркрюйсса за сборную Франции | Матчи Веркрюйсса за сборную Франции |
| ----------------------------------- | ----------------------------------- | ----------------------------------- | ----------------------------------- | ----------------------------------- | ----------------------------------- | ----------------------------------- |
| №                                   | Дата                                | Оппонент                            | Счёт                                | Голы Веркрюйсса                     | Соревнование                        |                                     |
| 1                                   | 31 мая 1983                         | Бельгия                             | 1:1                                 | —                                   | Товарищеский матч                   |                                     |
| 2                                   | 26 марта 1986                       | Аргентина                           | 2:0                                 | 1                                   | Товарищеский матч                   |                                     |
| 3                                   | 5 июня 1986                         | СССР                                | 1:1                                 | —                                   | ЧМ—1986                             |                                     |
| 4                                   | 25 июня 1986                        | ФРГ                                 | 0:2                                 | —                                   | ЧМ—1986                             |                                     |
| 5                                   | 28 июня 1986                        | Бельгия                             | 4:2                                 | —                                   | ЧМ—1986                             |                                     |
| 6                                   | 19 августа 1986                     | Швейцария                           | 0:2                                 | —                                   | Товарищеский матч                   |                                     |
| 7                                   | 10 сентября 1986                    | Исландия                            | 0:0                                 | —                                   | Отборочный матч ЧЕ—1988             |                                     |
| 8                                   | 11 октября 1986                     | СССР                                | 0:2                                 | —                                   | Отборочный матч ЧЕ—1988             |                                     |
| 9                                   | 27 апреля 1988                      | Северная Ирландия                   | 0:0                                 | —                                   | Товарищеский матч                   |                                     |
| 10                                  | 24 августа 1988                     | Чехословакия                        | 1:1                                 | —                                   | Товарищеский матч                   |                                     |
| 11                                  | 22 октября 1988                     | Кипр                                | 1:1                                 | —                                   | Отборочный матч ЧМ—1990             |                                     |
| 12                                  | 7 февраля 1989                      | Ирландия                            | 0:0                                 | —                                   | Товарищеский матч                   |                                     |

Итого: 12 матчей, 1 гол; 2 победы, 6 ничьих, 3 поражения.

## Достижения

### Командные
Франция
- Бронзовый призёр чемпионата мира (1): 1986

«Бордо»
- Чемпион Франции (1): 1986/87
- Вице-чемпион Франции (1): 1987/88
- Обладатель кубка Франции (1): 1986/87

«Олимпик Марсель»
- Чемпион Франции (3): 1988/89, 1989/90, 1990/91
- Обладатель кубка Франции (1): 1988/89
- Финалист кубка Франции (1): 1990/91
- Финалист Кубка европейских чемпионов (1): 1990/91

«Сьон»
- Чемпион Швейцарии (1): 1996/97
- Вице-чемпион Швейцарии (1): 1995/96
- Обладатель кубка Швейцарии (1): 1995/96

### Личные
- 458 матчей в чемпионате Франции (44-й результат в истории)
- 102 гола в чемпионате Франции (74-й результат в истории)